# Збірник аеронавігаційної інформації
В авіації Зб́ірник аеронавігац́ійної інформ́ації (англ. Aeronautical Information Publication (AIP)) визначений ІСАО як публікація уповноваженим органом чинної аеронавігаційної інформації. Містить деталізовані правила, процедури та іншу важливу інформацію для здійснення переліту в даній країні.
В Україні видається ДАСУ.
У деяких країнах AIP неформально відомий як Airman's Manual чи Air Pilot.

## Огляд
Структура та зміст AIP'ів стандартизовані згідно міжнародних угод ICAO. Зазвичай кожен AIP містить три частини — GEN (general, загальну), ENR (en route, англ. Route Availability Document (RAD), маршрути) та AD (aerodromes, аеродроми). Документ містить значну кількість навігаційних карт (charts), більшість з яких зібрана у секції AD, що стосується аеродромів.
AIP'и актуалізуються регулярно з певною періодичністю. Для оперативно важливих змін такий цикл відомий як AIRAC (Aeronautical Information Regulation And Control, Упорядження та стеження за аеронавігаційною інформацією). Циклічність є як протягом 56 днів (подвійний цикл AIRAC cycle) чи кожні 28 днів (одинарний цикл AIRAC). Ці зміни розсилають наперед, щоб експлуатанти змогли завантажити дані до політних систем літаків (FMS). Для незначних змін існує спеціальний календар дат публікацій.

## Електронні AIP
Євроконтроль опублікував специфікацію для електронних AIP (eAIP). Остання покликана впорядкувати структуру та вигляд AIPs в цифровому середовищі. В даному аспекті цифровий AIP є оцифрованою версією друкованого документа (доступний переважно у форматі PDF), в той час як eAIP постачається у різних форматах в залежності від обладнання. Багато країн постачають дані шляхом передплати на компакт-дисках CD-ROM або через вебсайт. Нижче подані адреси для АІР різних країн світу.